# Michael Falkesgaard
Michael Falkesgaard er en dansk/filippinsk fodboldspiller, der spiller for Port FC og Filippinernes landshold